# Bolax squamulifera
Bolax squamulifera är en skalbaggsart som beskrevs av Blanchard 1851. Bolax squamulifera ingår i släktet Bolax och familjen Rutelidae. Inga underarter finns listade.